# Maurizio Malvestiti
Maurizio Malvestiti (Filago, 25 agosto 1953) è un vescovo cattolico italiano, dal 26 agosto 2014 vescovo di Lodi e 84º successore di San Bassiano.

## Biografia
Nasce a Marne, frazione di Filago, in provincia e diocesi di Bergamo, il 25 agosto 1953, da Michele e Lucia Ghezzi. Riceve il sacramento del battesimo nella chiesa di San Bartolomeo e quello della confermazione nella chiesa parrocchiale di Brembate.

### Formazione e ministero sacerdotale
Studia al seminario vescovile di Bergamo.
L'11 giugno 1977 è ordinato presbitero dall'arcivescovo Clemente Gaddi.
Dopo l'ordinazione prosegue gli studi; frequenta corsi di lingua e letteratura straniera presso l'Università degli Studi di Bergamo ed ottiene la licenza in teologia a Roma. Ritornato in diocesi, ricopre i seguenti incarichi: vicario parrocchiale a Pedrengo; educatore, insegnante e vicerettore delle scuole medie del seminario di Bergamo, coadiutore festivo della parrocchia di Suisio e vicerettore del liceo del seminario, dal 1978 al 1994.
Nel 1994 diventa officiale presso la Congregazione per le Chiese orientali a Roma; dopo la nomina di Edoardo Menichelli ad arcivescovo di Chieti-Vasto, diviene segretario particolare del cardinale prefetto Achille Silvestrini e dei suoi successori Ignace Moussa I Daoud e Leonardo Sandri. Nel 1996 è nominato cappellano di Sua Santità da papa Giovanni Paolo II, mentre il 26 agosto 2006 prelato d'onore di Sua Santità da papa Benedetto XVI. Il 19 giugno 2009 lo stesso papa lo nomina sottosegretario della Congregazione per le Chiese orientali. Il 1º agosto dello stesso anno il cardinale vicario Agostino Vallini lo nomina rettore della chiesa di San Biagio degli Armeni.
È inoltre responsabile dell'Ufficio studi e formazione; membro delle commissioni bilaterali tra la Santa Sede e gli stati di Israele e Palestina; docente nel Pontificio istituto orientale e cappellano conventuale del Sovrano militare ordine di Malta.
Conosce l'inglese ed il francese.

### Ministero episcopale

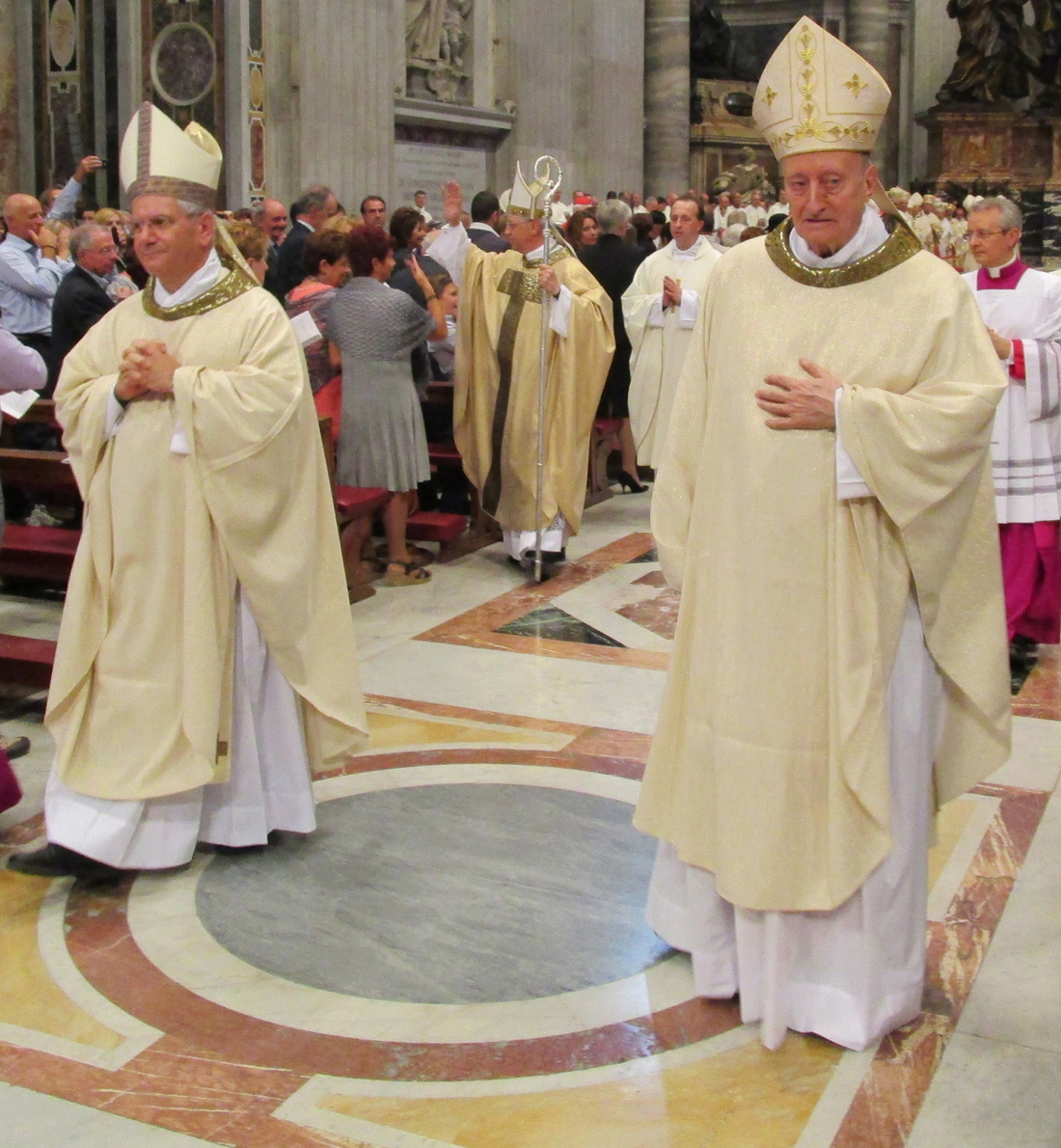
Mons. Malvestiti (in secondo piano col pastorale) benedice l'assemblea al canto del Te Deum, durante l'ordinazione episcopale nella basilica di San Pietro; davanti a lui i vescovi Francesco Beschi e Giuseppe Merisi.

Il 26 agosto 2014 papa Francesco lo nomina vescovo di Lodi; succede a Giuseppe Merisi, dimessosi per raggiunti limiti di età. L'11 ottobre seguente riceve l'ordinazione episcopale, all'altare della Cattedra nella basilica di San Pietro in Vaticano, dal cardinale Leonardo Sandri, co-consacranti i vescovi Francesco Beschi e Giuseppe Merisi. Nel pomeriggio del 26 ottobre successivo prende possesso della diocesi nella cattedrale di Lodi: lo accoglie il cardinale Angelo Scola. La solenne liturgia è concelebrata dai sacerdoti della diocesi, dal capitolo della cattedrale, dal cardinale Leonardo Sandri, e da diversi vescovi, fra i quali Claudio Baggini, Giacomo Capuzzi, Diego Coletti, Paolo Magnani e Bassano Staffieri.

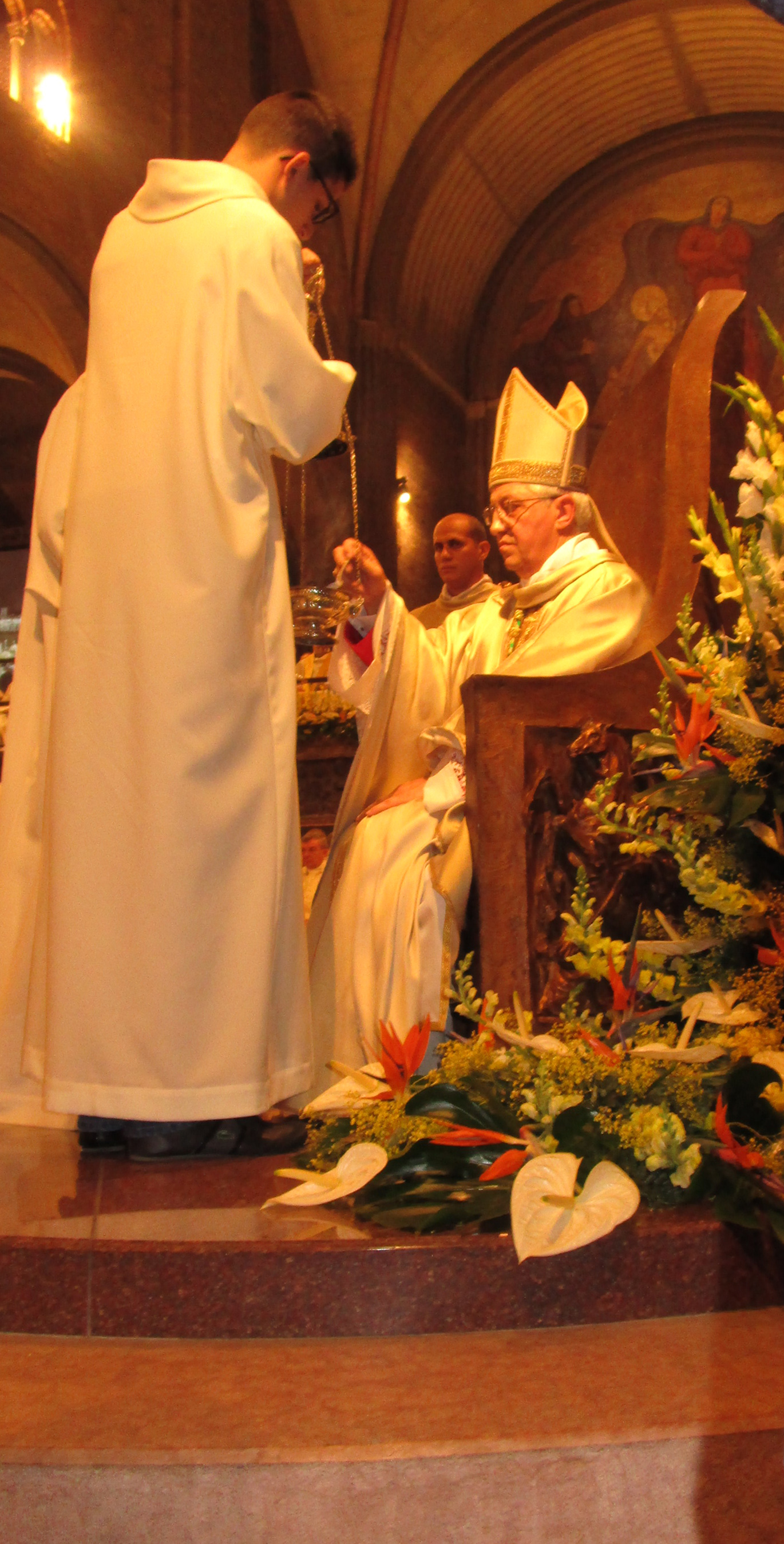
Mons. Malvestiti appena dopo aver preso possesso della diocesi nella cattedrale di Lodi.

Il 4 luglio 2015 nomina don Bassiano Uggè nuovo vicario generale della diocesi.
Dal giugno 2018 è gran priore dell'Ordine equestre del Santo Sepolcro di Gerusalemme della luogotenenza dell'Italia settentrionale. Riveste il grado di grand'ufficiale (commendatore con placca) di tale ordine pontificio e succede al vescovo Oscar Cantoni. Inoltre ha rivestito la carica di reggente ad interim della luogotenenza per l'Italia settentrionale dall'ottobre 2018 all'agosto 2020.

## Genealogia episcopale e successione apostolica
La genealogia episcopale è:
- Cardinale Scipione Rebiba
- Cardinale Giulio Antonio Santori
- Cardinale Girolamo Bernerio, O.P.
- Arcivescovo Galeazzo Sanvitale
- Cardinale Ludovico Ludovisi
- Cardinale Luigi Caetani
- Cardinale Ulderico Carpegna
- Cardinale Paluzzo Paluzzi Altieri degli Albertoni
- Papa Benedetto XIII
- Papa Benedetto XIV
- Papa Clemente XIII
- Cardinale Marcantonio Colonna
- Cardinale Giacinto Sigismondo Gerdil, B.
- Cardinale Giulio Maria della Somaglia
- Cardinale Carlo Odescalchi, S.I.
- Vescovo Eugène de Mazenod, O.M.I.
- Cardinale Joseph Hippolyte Guibert, O.M.I.
- Cardinale François-Marie-Benjamin Richard
- Cardinale Pietro Gasparri
- Cardinale Clemente Micara
- Cardinale Antonio Samorè
- Cardinale Angelo Sodano
- Cardinale Leonardo Sandri
- Vescovo Maurizio Malvestiti

La successione apostolica è:
- Vescovo Egidio Miragoli (2017)

## Araldica
| Stemma | Descrizione |
| ------ | --- |
|        | Lo scudo è accollato ad una croce stile di grado vescovile, sormontata da un cappello (galero) con sei fiocchi pendenti in ciascun lato, di grado vescovile il tutto verde. Lo scudo è a forma di testa di cavallo. In basso un cartiglio d'oro con il motto "In silentio et spe". La blasonatura dello scudo è di rosso e di azzurro , troncati da una fascia diminuita di oro. Nella prima fascia un sole di oro fiammeggiante in maestà; nel secondo una stella, con in punta tre fasce ondeggianti è diminuita, il tutto in argento. Il motto è un riferimento ad Isaia 30,15. Il Vetus Testamentum nella Nova vulgata riporta il versetto come segue: "in silenzio et spe erit fortitudo vestra". Sulla parete di una sala del Palazzo Apostolico è riportato invece omettendo "in"... ed è proprio in quest forma che esso è ben noto al nuovo Vescovo fin dal seminario. Il binomio "in silentio et spe" può essere reso "nel silenzio e per mezzo della fiducia". La Bibbia lo traduce però nell'espressione seguente: "Nell'abbandono confidente". È questo l'invito che il motto episcopale vorrebbe proporre a tutti. Speranza e forza scaturiscono dal silenzio del Crocifisso e dal confidente abbandono alla volontà del Padre, se rimaniamo uniti al Figlio nello Spirito Santo. |

## Galleria d'immagini

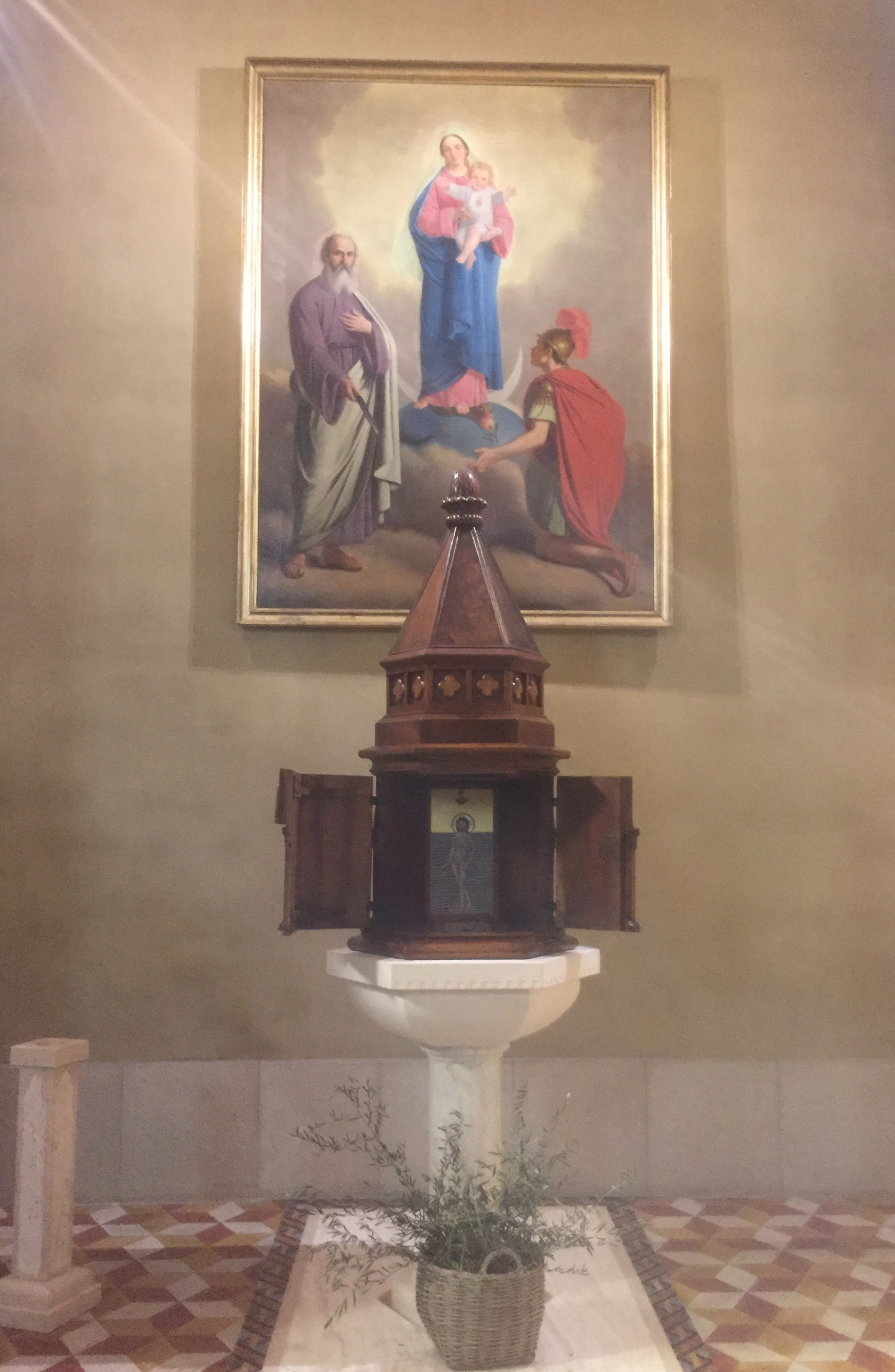
Il fonte battesimale della chiesa di San Bartolomeo, dove mons. Malvestiti è stato battezzato.
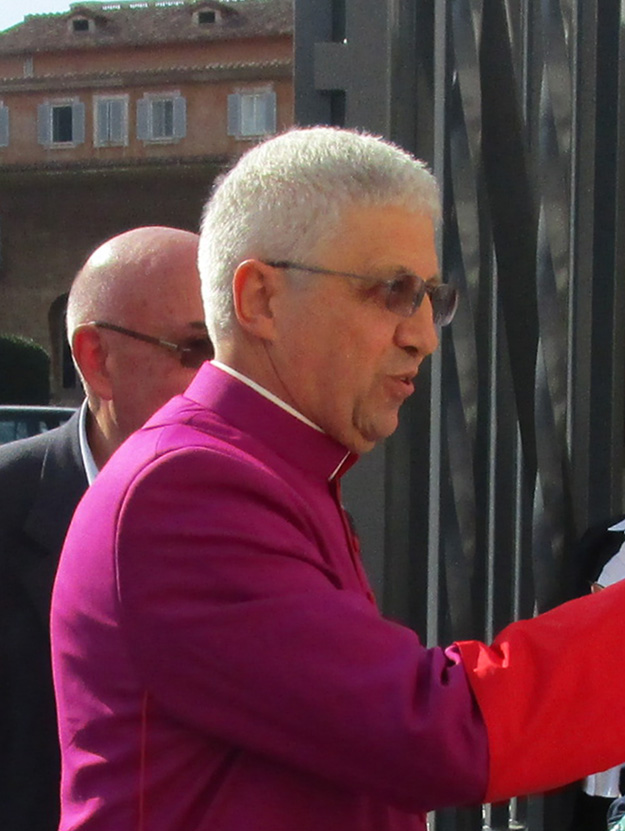
Mons. Malvestiti il giorno della sua ordinazione episcopale, in piazza del Sant'Uffizio a Roma.
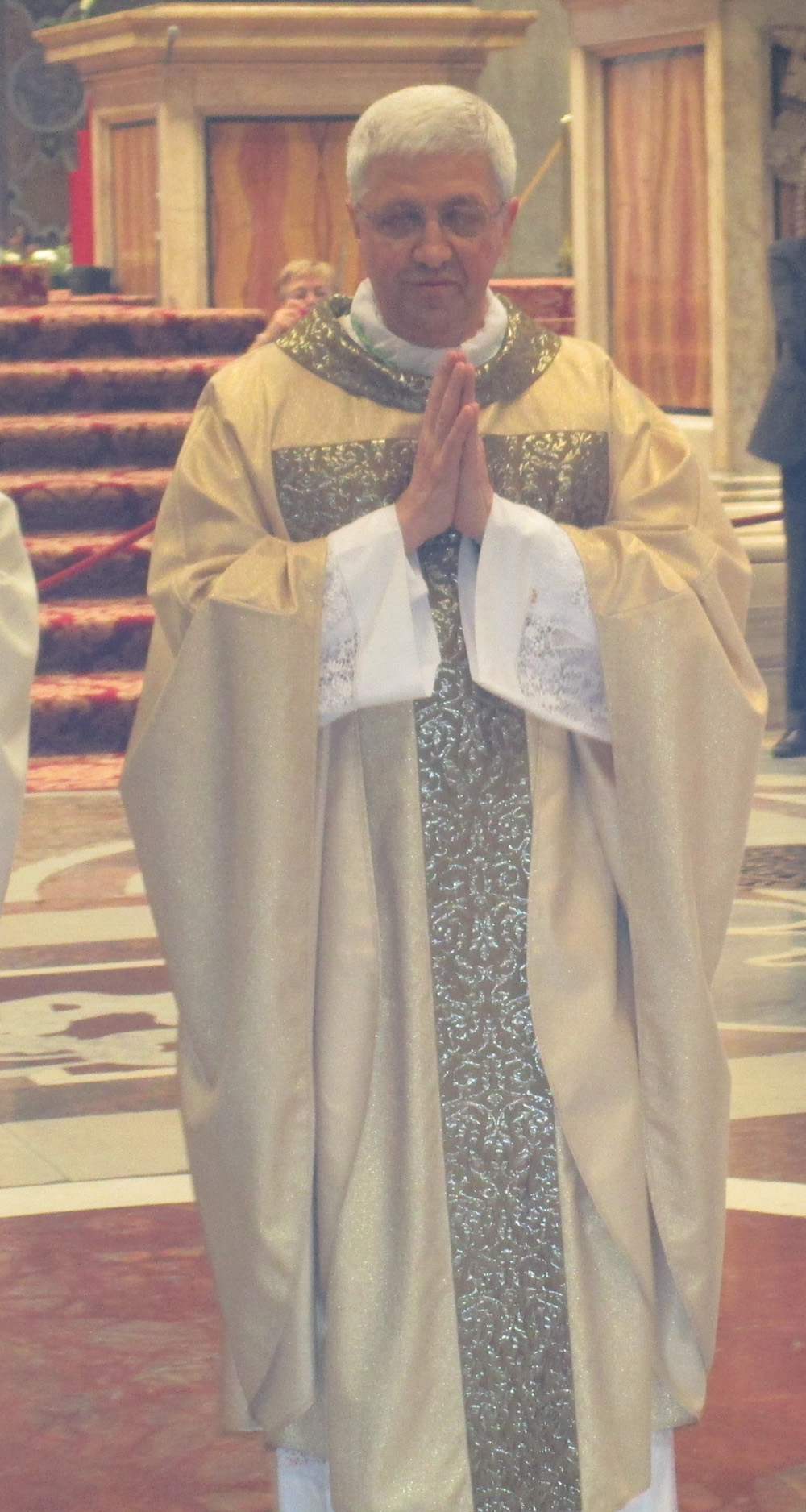
Mons. Malvestiti durante la cerimonia di ordinazione episcopale nella basilica di San Pietro in Vaticano.
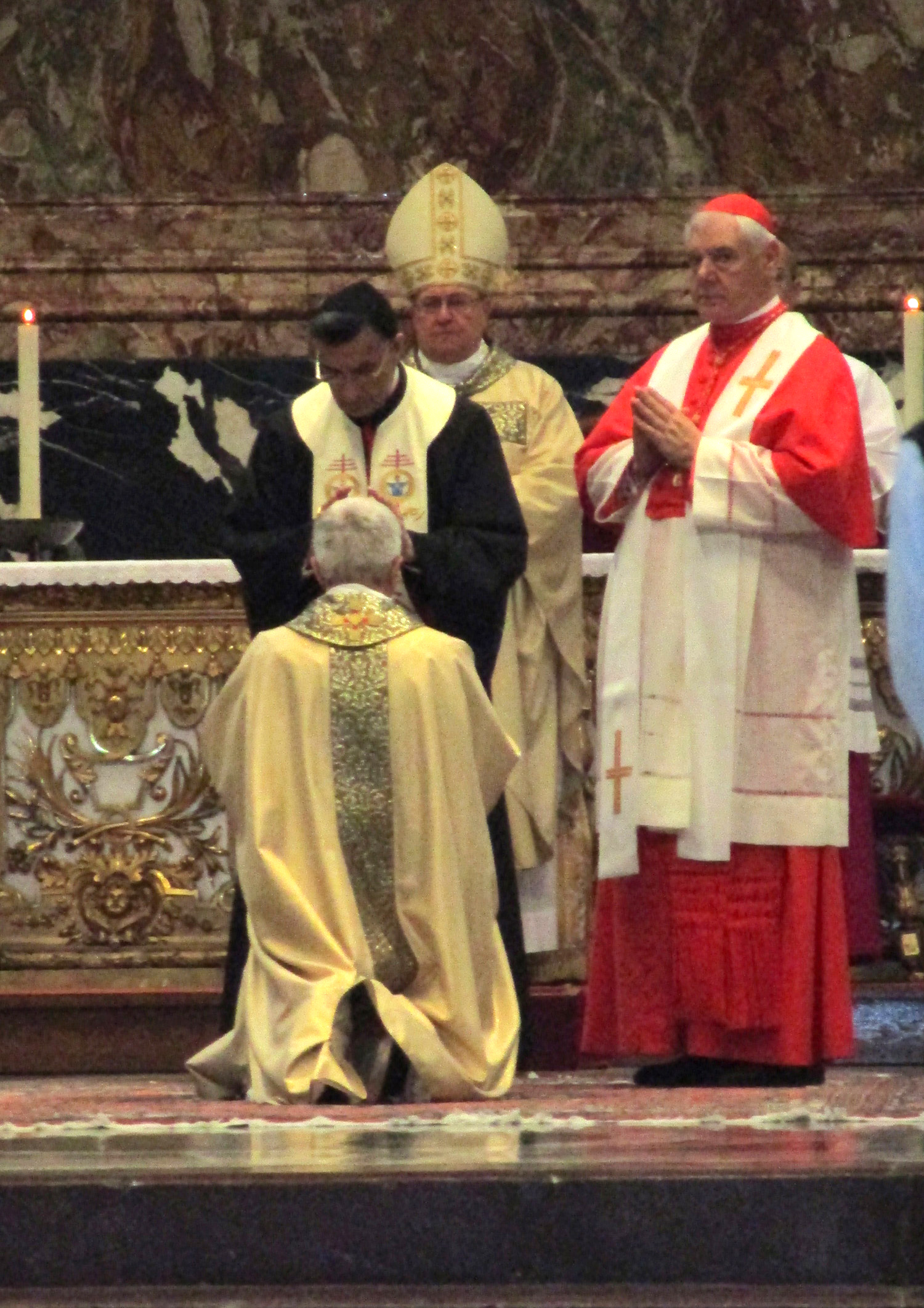
Il patriarca maronita Béchara Boutros Raï impone le mani a mons. Malvestiti durante l'ordinazione episcopale. Alle spalle del patriarca, i cardinali Sandri e Müller.
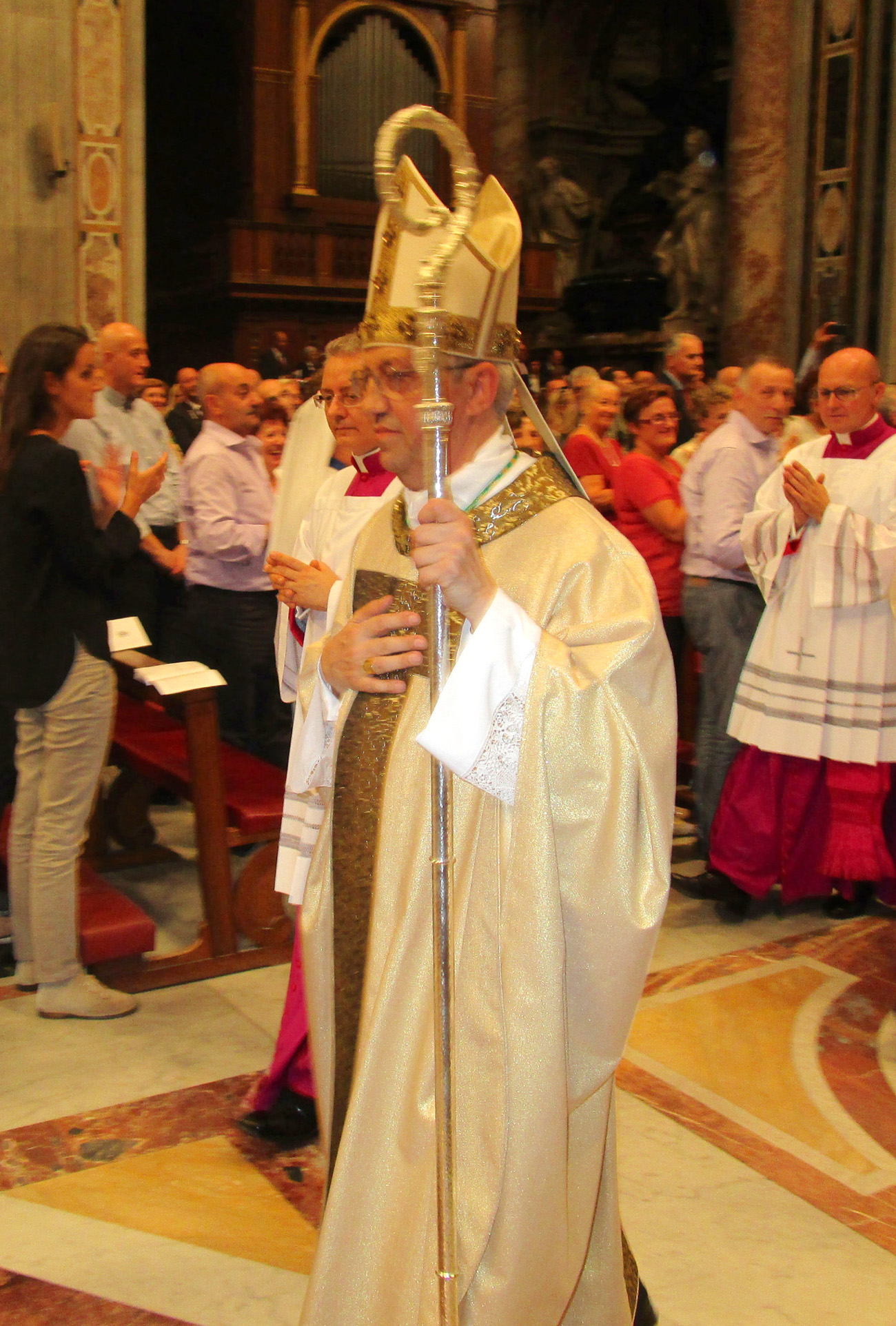
Mons. Malvestiti al termine della cerimonia di ordinazione episcopale all'altare della Cattedra nella basilica di San Pietro in Vaticano.
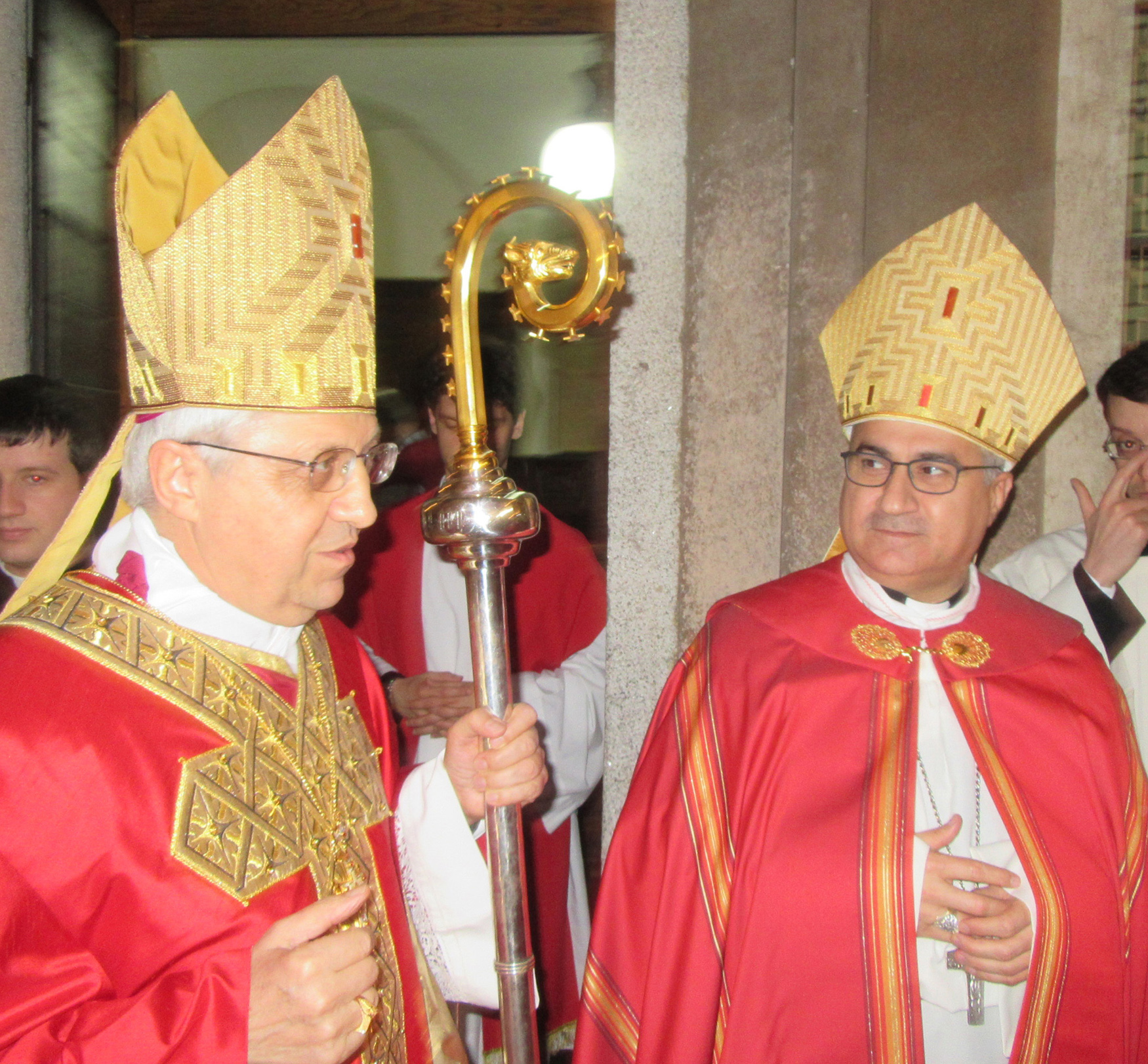
Mons. Malvestiti e mons. Bashar Warda alla veglia di Pentecoste nella cattedrale di Lodi, 14 maggio 2016.
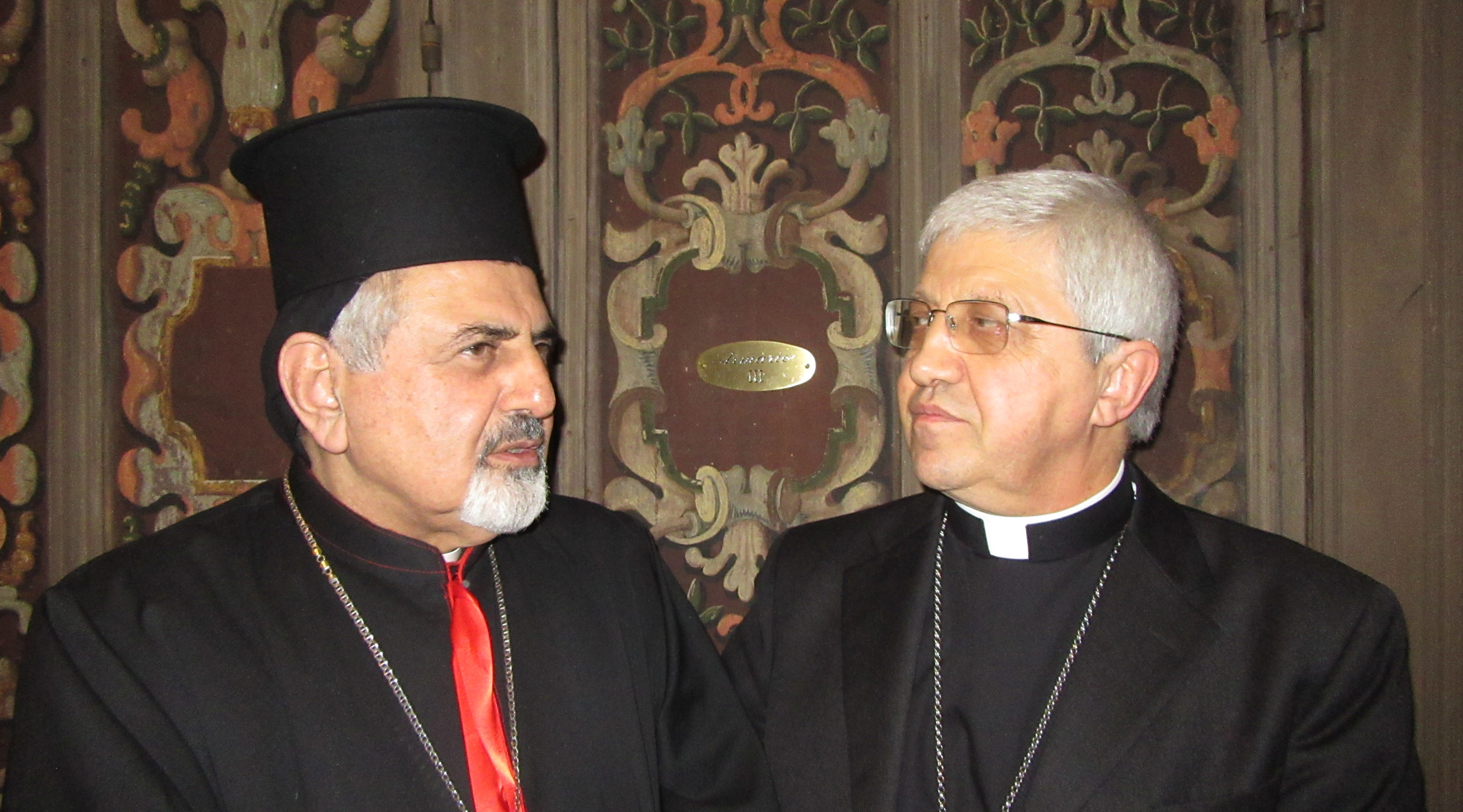
Mons. Malvestiti e il patriarca Ignazio Giuseppe III in vescovado a Lodi, 20 febbraio 2017.
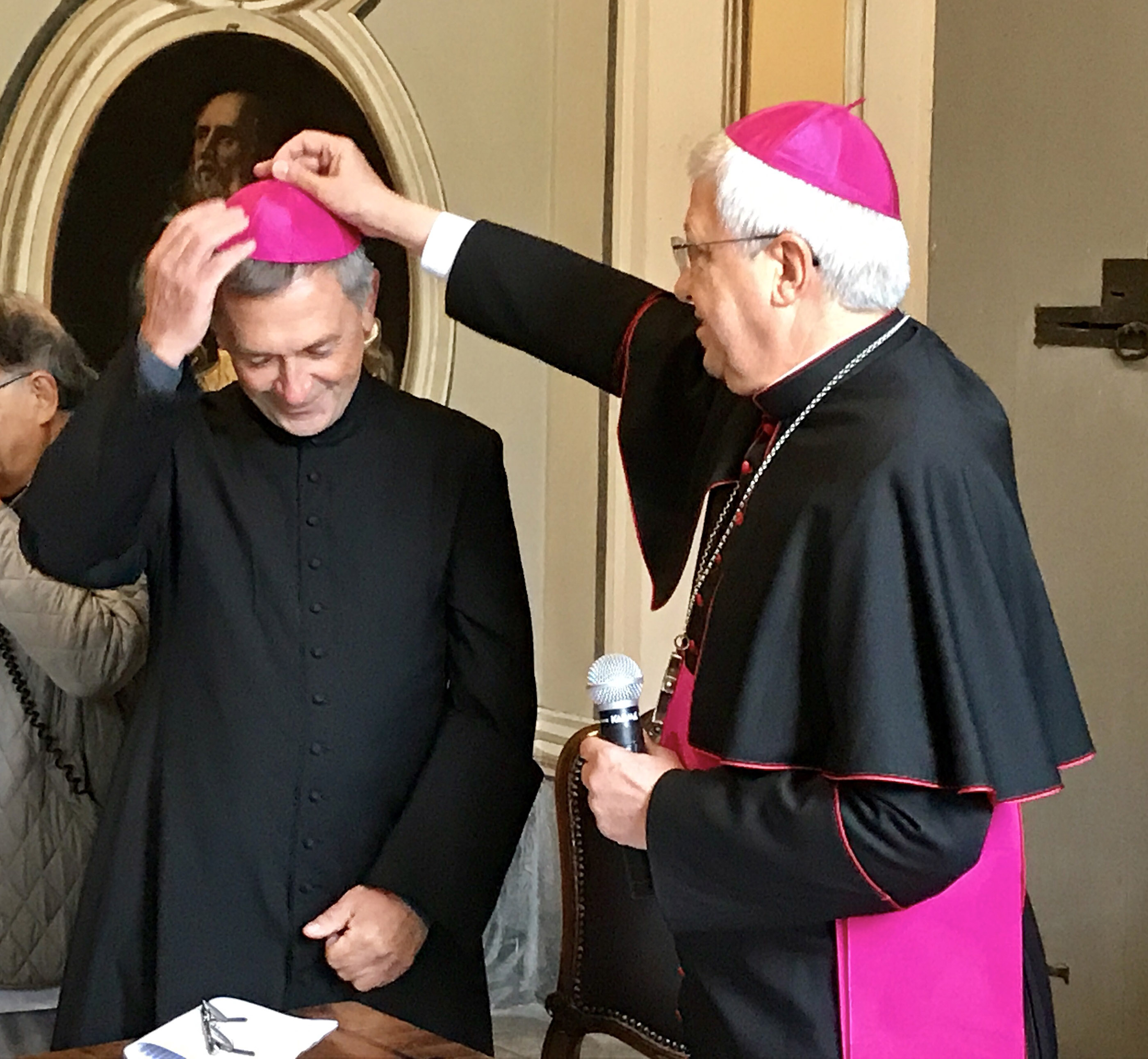
Mons. Malvestiti impone lo zucchetto al vescovo eletto di Mondovì mons. Egidio Miragoli, 29 settembre 2017.